# Бундибугио (округ)

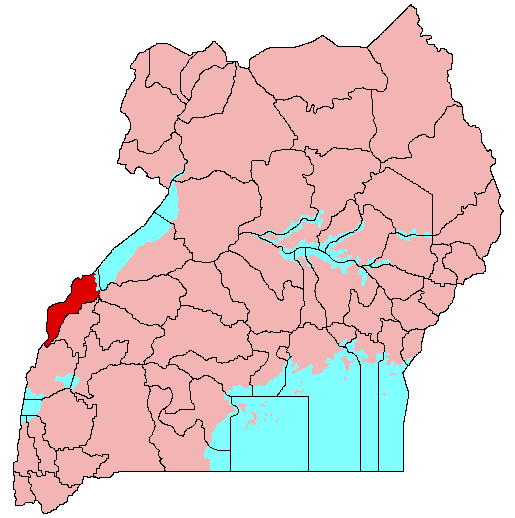

Бундибугио (Bundibugyo) — округ в западной части Уганды, на границе с Демократической Республикой Конго. Бундибугио находится в 200 км от Кампалы. Как и в других округах Уганды назван в честь центрального города. Сюда были переселены десятки тысяч мирных жителей в результате мятежа Объединенных Демократических Сил (ОДС) в конце 1990-х годов. В одном из таких рейдов (7 апреля 1999 года) повстанцы убили 11 гражданских лиц и разграбили имущество во время нападения в данном округе.
Округ сравнительно изолирован от остальной части Уганды, поскольку является единственным лежащим на другой (западной) стороне горного массива Рувензори. Границами округа являются река Семлики — на западе, горы Рувензори — на востоке и озеро Альберт на севере.

## Экономика
Как в большинстве районов Уганды, сельское хозяйство и животноводство — два главных сектора экономики Бундибугио.